# Guillem de Varoïc
Guillem de Varoïc és un personatge de la novel·la cavalleresca de Joanot Martorell, Tirant lo Blanc.
El cavaller Guillem de Varoïc vivia a Anglaterra. En la seva joventut havia guanyat renom com a guerrer i s'havia trobat en nombrosos combats, dels quals sempre havia sortit vencedor. En arribar als cinquanta-cinc anys, va decidir abandonar la vida de les armes i emprendre un pelegrinatge a Jerusalem, per tal d'obtenir el perdó dels seus pecats. Un cop presa aquesta decisió, va cridar els seus servents, als quals va pagar el que els devia, i al davant de tots ells va fer donació del comtat a la Comtessa, la seva esposa (ja que el seu fill era massa petit) i li va deixar un anell partit en dos.
Després va comunicar el seu propòsit a la Comtessa, qui, després d'haver-se'n dolgut llargament, va manifestar la seva disconformitat. Després d'haver intentat consolar-la, Guillem de Varoïc va deixar Anglaterra i va emprendre el seu pelegrinatge. Visitades les ciutats de Jerusalem i Alexandria, se'n va anar a Venècia, on va fer divulgar la notícia que havia mort i va procurar que arribés a Anglaterra. En saber-ho, la Comtessa va manar fer-li els funerals, convençuda que s'havia quedat viuda. Per la seva banda, Guillem va tornar a Varoïc vestit amb l'hàbit de Sant Francesc, amb una llarga cabellera i barba, i va instal·lar-se en una ermita, on vivia de les almoines que li donaven. La mateixa Comtessa acostumava a donar-n'hi.
En el llibre de Tirant lo Blanc, aquest ermità es fa amic del cavaller bretó.
Guillem de Varoïc està inspirat en el romanç Guy de Warwycke, suposat avantpassat dels ducs de Warwick.